# سهوة الخضر
سهوة الخضر هي قرية سورية تقع في محافظة السويداء، وتتبع إدارياً ناحية مركز السويداء. ترتفع عن سطح البحر  1700 متر، وتبعد حوالي 24 يلومتراً جنوب شرق مدينة السويداء، وتصلها بالسويداء طرقٌ تمر من عدة قرى معروفة، منها الرحى والكفر. يقال أنه اطلق عليها هذا الاسم لوجود خلوات عبادة ( مغلقة حاليا) وعباد في قمتها كانوا يهتمون بالزراعة بجانب أماكن العبادة  , مما يعني بأن الاسم يدل على خدم الحدائق أو الروضات الخضراء ، والاسم القديم للبلدة هو ( النوابا ) لسرعة التغير في مناخها باليوم الواحد حيث آثارها موجودة بالقرب من البلدة الحديثة 
تتصف بتنوع طبيعتها، حيث يوجد فيها جبل وسهل وسد مائي وآثار قديمة أيضً. تم تدشين سدها إلى الجنوب من القرية, في التاسع من مارس عام 1986، بحجم تخزيني ييبلغ 8,6 مليون متر مكعب. آثارها القديمة تظهر إبان الوصول إلى القرية حيث أنها متوضعة على مرتفع جبلي. وهناك العديد من البيوت القديمة المبنية بالحجر الأسود. كما يوجد العديد من المعالم الأثرية اتي تعود إلى العصر الروماني والنبطي والبيزنطي وعهد الغساسنة. يعمل سكانها بأعمال عديدة، وأكثرهم من الفلاحين والمزارعين في أراضي التفاح والعنب، كما يتنوع المناخ في القرية ويغلب عليه المعتدل صيفً البارد والبارد المثلج شتاءً.